# Mae (groupe)
Pour les articles homonymes, voir Mae.
Mae est un groupe de rock américain, originaire de Norfolk, en Virginie. Le nom est un acronyme de Multi-sensory Aesthetic Experience. Ils sont signés au label Tooth & Nail Records. Le nom du groupe est un acronyme pour Multi-sensory Aesthetic Experience.

## Biographie
Jacob Marshall et Dave Elkins commence à écrire ce qu'adviendra leur première chanson, Embers and Envelopes, dans la chambre de Marshall. Le groupe signe avec Tooth and Nail Records et publie son premier album, Destination: Beautiful, en 2003. Ils publient leur deuxième album, The Everglow, en 2005. Le groupe tourne intensément passant même au Vans Warped Tour. Mae réédite The Everglow en 2006, accompagné d'un DVD bonus de deux heures.
Plus tard en 2006, le groupe signe chez Capitol Records pour leur troisième album. Mae commence à enregistrer l'album à la fin 2006, avec le producteur Howard Benson (qui a produit pour Saosin, My Chemical Romance, Blindside, et Relient K). L'album, intitulé Singularity, est publié le 14 août 2007. Le 19 juin 2007, ils sortent leur premier single issu de Singularity, Sometimes I Can't Make It Alone. Le 24 septembre 2007, Padgett et Sweitzer se séparent de Mae. L'année suivante, ils annoncent leur départ de Capitol Records. En juillet 2009, Mae annonce la fondation d'un nouveau label indépendant, Cell Records, à travers lequel ils publient une série de trois EP. Intitulé (m)orning, il est publié le 22 septembre 2009. Mae sort l'EP (a)fternoon dans les bacs le 30 mars 2010. Le dernier EP, (e)vening, est publié en édition limitée pendant leur tournée Goodbye, Goodnight.
Entre le 21 et le 23 février 2013, Mae joue trois concerts n hommage au dix ans après la sortie de leur album Destination: Beautiful. Après dix ans sans publier d'album, le groupe revient avec (M)(A)(E) en 2017.

## Membres
- Dave Elkins (né Dave Giminez) – voix, guitare
- Zach Gehring – guitare
- Rob Sweitzer – clavier, voix
- Mark Padgett – basse
- Jacob Marshall – batterie

## Discographie

### Albums studio
- 2003 : Destination: Beautiful (Tooth & Nail Records)
- 2004 : Destination: B-Sides (Tooth & Nail Records)
- 2005 : The Everglow (Tooth & Nail Records)
- 2006 : The Everglow Special Edition (Tooth & Nail Records)
- 2007 : Singularity (Capitol Records, Inc)
- 2017 : (M)(A)(E)

### DVD
- 2005 : From Toledo to Tokyo